# オドレート
オドレート株式会社（英: Odorate, Inc.）は、体臭に関する研究、体臭検査サービスの提供を行う日本の企業。
独立行政法人中小企業基盤整備機構、国立研究開発法人理化学研究所、和光市、埼玉県の4主体が協力運営し、理化学研究所敷地内に立地する和光理研インキュベーションプラザに本社を置く。

## 概要
代表者が自身の体臭で悩んだことがきっかけで2016年に設立、体臭に関する研究、体臭検査キットの開発を開始。
「体臭の客観的な評価の提供や、正しい情報発信を通じて、自分ではわかりづらく人に相談しづらい体臭の悩みを解消すること」を理念として掲げており、商号に用いる「オドレート」には、におい（odor）を評価（rate）するという想いが込められている。
2019年に上半身全体を対象とした体臭の郵送検査キットを、2021年にワキガに特化した簡易版検査キットを販売開始。これら2つの体臭検査キットは、2023年から埼玉県和光市のふるさと納税返礼品に採用されている。